# Ахмед Аль-Джаззар
А́хмед Аль-Джазза́р, А́хмад Аль Джаззар, А́хмед-паша, Джазза́р-паша (араб. أحمد باشا الجزار‎ тур. Cezzar Ahmet Paşa; 1721 — 23 апреля 1804, Акка) — османский правитель провинции Сидон с 1776 по 1804 годы, известный своим успешным сопротивлением наполеоновскому нашествию.

## Детство, юношество, отрочество
Родился в 1721 году в бедной христианской семье в Боснии. Юношеский период жизни неизвестен и окутан легендами. Некоторое время он работал моряком на корабле, который плавал из Боснии в Турцию.

## Джаззар — мамлюк
Юноша продал себя работорговцу и оказался в Каире, где из них готовили солдат-мамлюков. Там он перешёл в ислам и получил имя Ахмед. Последующие годы Ахмед усердно обучался военному делу. По окончании учёбы он, как и все мамлюки, был освобождён от рабства. Ахмед был предан правителю Египта Али-бею аль-Кабиру, за что тот ценил его и продвигал по службе. 
Молодой человек был произведен в звание «бей» и назначен управляющим одного из районов дельты. Там он жестоко подавил восстание бедуинов, за что и получил прозвище Джаззар (мясник). Существует версия, что Ахмед выбрал это прозвище сам, чтобы представить себя грозным правителем и продвинуться по службе. 

## Джаззар — правитель
Аль-Джаззар прибыл в Стамбул, где предстал перед османским правительством и был назначен командиром части войск, состоящей из боснийцев, албанцев и северо-африканцев. В 1772 году Джаззара направили в Бейрут для защиты города в войне Турции с Россией. После взятия Бейрута русскими войсками Джаззар сдался управляющему района Сидон Дахиру (ок. 1686—1775) и проживал в Акко на правах гостя. 
После убийства Дахира Джаззар объявил себя правителем данной территории, создал собственную армию и основал столицу в городе Акко, где оставался до своей смерти в 1804 году. Ахмед Аль-Джаззар четырежды получал назначение на управление вилайетом Дамаска.

## Осада Аккры
Известность Джаззару в Европе принесла осада Акко войсками Наполеона Бонапарта. Французский полководец надеялся в течение короткого времени завоевать всю Палестину, Ливан и Сирию. Наполеон захватил Яффо за 3 дня, но под стенами Акко простоял около двух месяцев. Благодаря поддержке со стороны английского флота, который постоянно обстреливал французов и передал защитникам Акко захваченные французские корабли с осадной артиллерией, войска Джазара-паши отразили шесть штурмов, предпринятых французской армией. Понеся тяжелые потери, Бонапарт отступил в Египет.

## Заключение
Ахмед Аль-Джаззар превратил маленький город Акко в мощнейшую крепость, построил водопровод, третью по величине мечеть на территории современного Израиля, бани, крытые базары, удержал в своих руках Акко во время осады Наполеоном. Аль-Джаззар известен как талантливый полководец и правитель. Могила Ахмеда Аль-Джаззара находится во дворе построенной им мечети, которая носит его имя.